# Білеча (громада)
Білеча (серб. Општина Билећа) — боснійська громада, розташована в регіоні Требіньє Республіки Сербської. Адміністративним центром є місто Білеча.